# مقاطعة غرانفيل (كارولاينا الشمالية)
مقاطعة غرانفيل (بالإنجليزية: Granville County)‏ هي إحدى مقاطعات ولاية كارولاينا الشمالية في الولايات المتحدة الأمريكية. مركز المقاطعة أو مقعدها هي مدينة أوكسفورد. تأسست هذه المقاطعة سنة 1746.أصل هذه المقاطعة يأتي من: مقاطعة إيجكوم.

## أعلام
- لمويل بينتون
- روبرت بورتون
- روبرت في. ريتشاردسون
- ويليام مارشال إنجي
- هويل كوب
- جيمس إدوين ويب
- جون بين